# Demoticus amorphus
Demoticus amorphus är en tvåvingeart som beskrevs av Villeneuve 1911. Demoticus amorphus ingår i släktet Demoticus och familjen parasitflugor. Inga underarter finns listade i Catalogue of Life.